# Palo Verde, Nogales
Palo Verde är en ort i Mexiko.   Den ligger i kommunen Nogales och delstaten Veracruz, i den sydöstra delen av landet, 210 km öster om huvudstaden Mexico City. Palo Verde ligger 1 898 meter över havet och antalet invånare är 272.
Terrängen runt Palo Verde är bergig åt sydost, men åt nordväst är den kuperad. Runt Palo Verde är det ganska tätbefolkat, med 134 invånare per kvadratkilometer. Närmaste större samhälle är Orizaba, 10,1 km öster om Palo Verde. I omgivningarna runt Palo Verde växer huvudsakligen savannskog.